# Нагорное (Багратионовский район)
Нагорное — посёлок в Багратионовском районе Калининградской области. Входит в состав Долгоруковского сельского поселения.

## История
В 1946 году Гросс Дексен и Родиттен были объединены в поселок Нагорное. 
На территории посёлка находится Интернациональное кладбище узников лагеря военнопленных Шталаг 1А Штаблак

## Население
| 2002 | 2010 |
| ---- | ---- |
| 59   | ↗72  |